# Боддингтон, Билл
Уильям Уэсткотт (Билл) Боддингтон (англ. William Westcott (Bill) Boddington, 22 ноября 1910, Джерси-Сити, Нью-Джерси — 15 ноября 1996, Колорадо-Спрингс, Колорадо) — американский хоккеист (хоккей на траве), нападающий. Бронзовый призёр летних Олимпийских игр 1932 года, участник летних Олимпийских игр 1936 года.

## Биография
Билл Боддингтон родился 28 мая 1904 года в американском городе Филадельфия.
Играл в хоккей на траве за «Джермантаун» из Пенсильвании и «Уэстчестер».
В 1932 году вошёл в состав сборной США по хоккею на траве на летних Олимпийских играх в Лос-Анджелесе и завоевал бронзовую медаль. Играл на позиции нападающего, провёл 2 матча, забил 1 мяч в ворота сборной Индии.
В 1936 году вошёл в состав сборной США по хоккею на траве на летних Олимпийских играх в Берлине, поделившей 10-11-е места. Играл на позиции нападающего, провёл 3 матча, мячей не забивал.
В 1941—1945 годах в составе американской армии участвовал во Второй мировой войне, с 1942 года — в составе 10-й горнопехотной дивизии. Награждён «Бронзовой звездой» за итальянскую кампанию.
Впоследствии основал в Колорадо собственную фирму Boddington Lumber Company, занимавшуюся изготовлением пиломатериалов. 
Занимался общественной работой в сфере образования и культуры, был попечителем школы в Колорадо-Спрингс. Работал тренером по футболу в Колорадском колледже. В 1995 году введён в Зал спортивной славы колледжа.
Умер 15 ноября 1996 года в американском городе Колорадо-Спрингс.